# Agrotera
Agrotera é um gênero de mariposa pertencente à família Crambidae.